# Garancières-en-Drouais
Garancières-en-Drouais ist eine französische Gemeinde mit 283 Einwohnern (Stand: 1. Januar 2022) im Département Eure-et-Loir in der Region Centre-Val de Loire; sie gehört zum Arrondissement Dreux und zum Kanton Dreux-1. 

## Geographie
Garancières-en-Drouais liegt etwa sechs Kilometer westsüdwestlich des Stadtzentrums von Dreux. Umgeben wird Garancières-en-Drouais von den Nachbargemeinden Allainville im Norden, Garnay im Osten, Tréon im Südosten, Crécy-Couvé im Süden, Saulnières im Süden und Südwesten sowie Châtaincourt im Südwesten und Westen.

## Bevölkerungsentwicklung
| Jahr                       | 1962 | 1968 | 1975 | 1982 | 1990 | 1999 | 2006 | 2020 |
| Einwohner                  | 155  | 156  | 171  | 211  | 265  | 254  | 263  | 283  |
| Quellen: Cassini und INSEE |      |      |      |      |      |      |      |      |

## Sehenswürdigkeiten

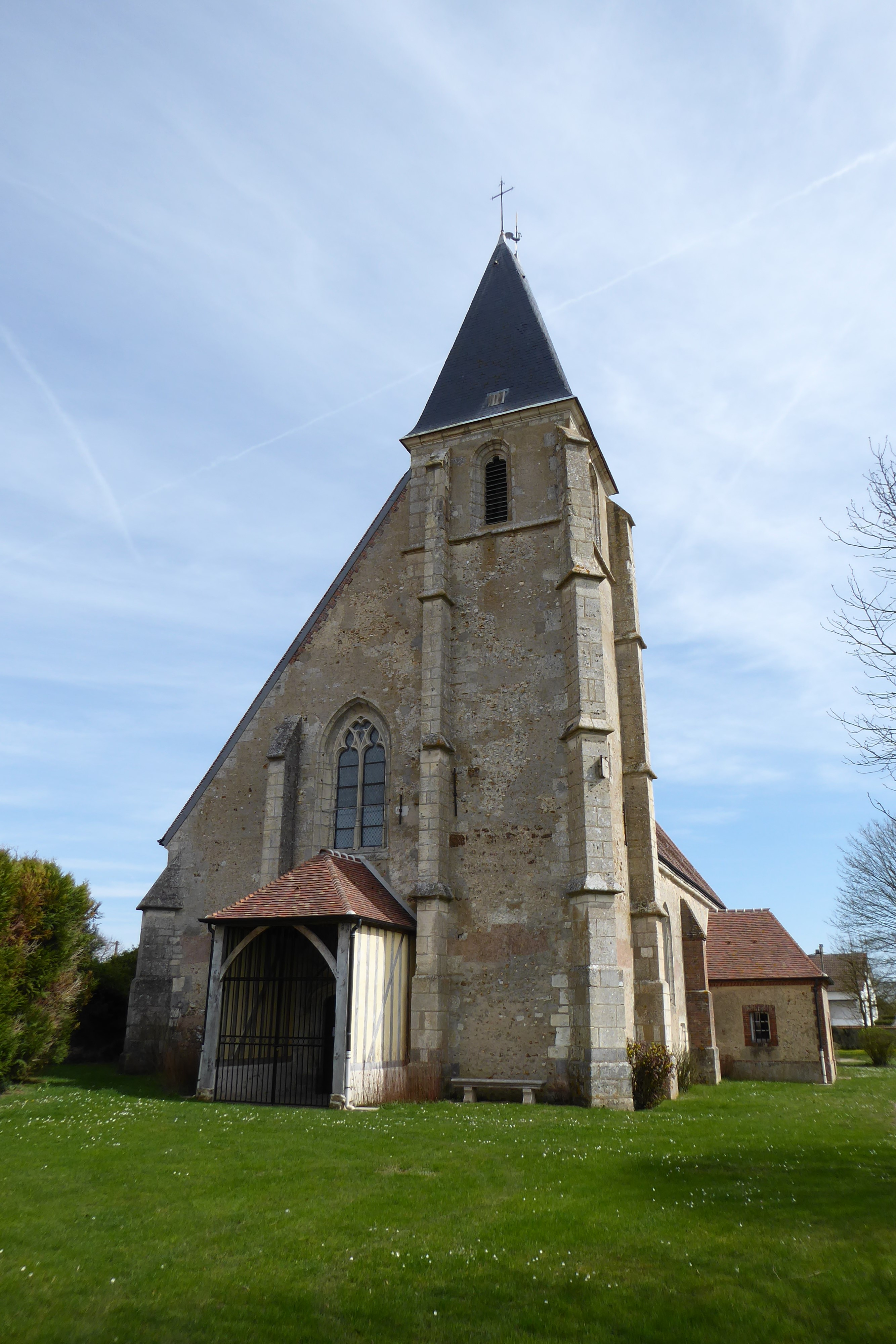
Kirche Saint-Martin

- Kirche Saint-Martin